# The Wonderful Wooing
The Wonderful Wooing é um filme mudo britânico de 1925, do gênero drama, dirigido por Geoffrey H. Malins e estrelado por Marjorie Hume, G. H. Mulcaster e Genevieve Townsend. Foi baseado no romance The Wonderful Wooing, de Douglas Walshe. Um pobre homem se apaixona por uma mulher muito mais rica que já está envolvida.

## Elenco

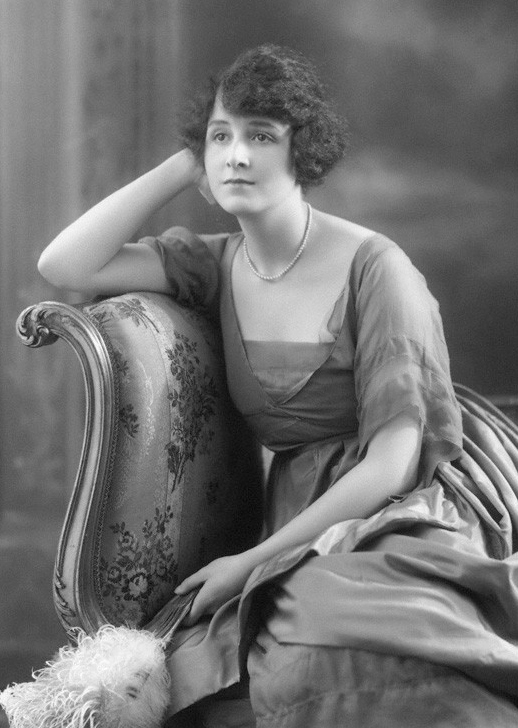
Marjorie Hume

- Marjorie Hume - Edith Dearing
- G.H. Mulcaster - Ronald West
- Genevieve Townsend - Barbara
- Eric Bransby Williams - Martin
- Tom Coventry - Jenkins
- Daisy Campbell - Sra. West